# Ócsa vasútállomás
Ócsa vasútállomás egy Pest vármegyei vasútállomás, amit a MÁV üzemeltet Ócsán.
A település központjától bő egy kilométerre északra fekszik, de minden irányból lakott területek határolják: észak, illetve kelet felől Rákóczitelep és Dózsatelep, dél, illetve nyugat felől pedig Zsófiaváros és Csűrkert településrészek.
Közúti elérését a 4604-es és a 4603-as utak felől is csak önkormányzati utak biztosítják (korábban a központtól az állomásig húzódó Falu Tamás utca állami közútnak minősült, 46 304-es útszámozással).

## Áthaladó vasútvonalak
- Budapest–Lajosmizse–Kecskemét-vasútvonal (142)

## Forgalom
| Járat | Útvonal | Gyakoriság                   |
| ----- | --- | ---------------------------- |
| S21   | Budapest-Nyugati – Zugló – Kőbánya alsó – Kőbánya-Kispest – Kispest – Pestszentimre felső – Pestszentimre – Gyál felső – Gyál – Felsőpakony – Ócsa – Inárcs-Kakucs – Dabas – (Gyón – Hernád – Örkény – Táborfalva – Felsőlajos – Lajosmizse – Lajosmizse alsó – Klábertelep – Felsőméntelek – Méntelek – Alsóméntelek – Nagynyír – Hetényegyháza – Úrihegy – Miklóstelep – Kecskemét-Máriaváros – Kecskemét alsó – Kecskemét) | Óránként                     |
| S21   | Ócsa → Felsőpakony → Gyál → Gyál felső → Pestszentimre → Pestszentimre felső → Kispest → Kőbánya-Kispest | Munkanapokon 2 Budapest felé |

## Megközelítése közösségi közlekedéssel
Közösségi közlekedéssel az alábbi helyi és helyközi buszjáratokkal érhető el:
- 609, 635, 636, 641, 642, 643